# Ветеран

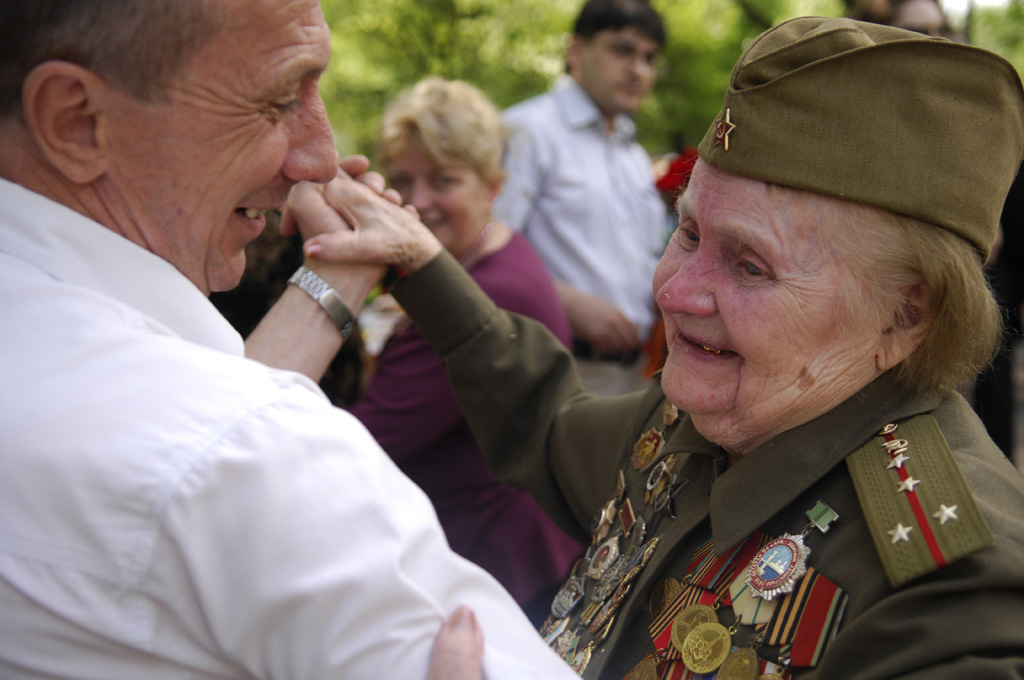
Ветераны ВОВ отмечают День Победы в Парке Горького.
Россия, Москва. 2010.

Ветера́н (лат. veteranus, от vetus, veteris — «старый, испытанный, опытный») — престарелый служака, сановник, чиновник, делатель на каком-либо поприще, вышедший в отставку военнослужащий, обычно участвовавший в военных (боевых) действиях; слово также используется для обозначения старого, заслуженного деятеля, работника из иных сфер деятельности.

## История

### Ветераны в античном Риме

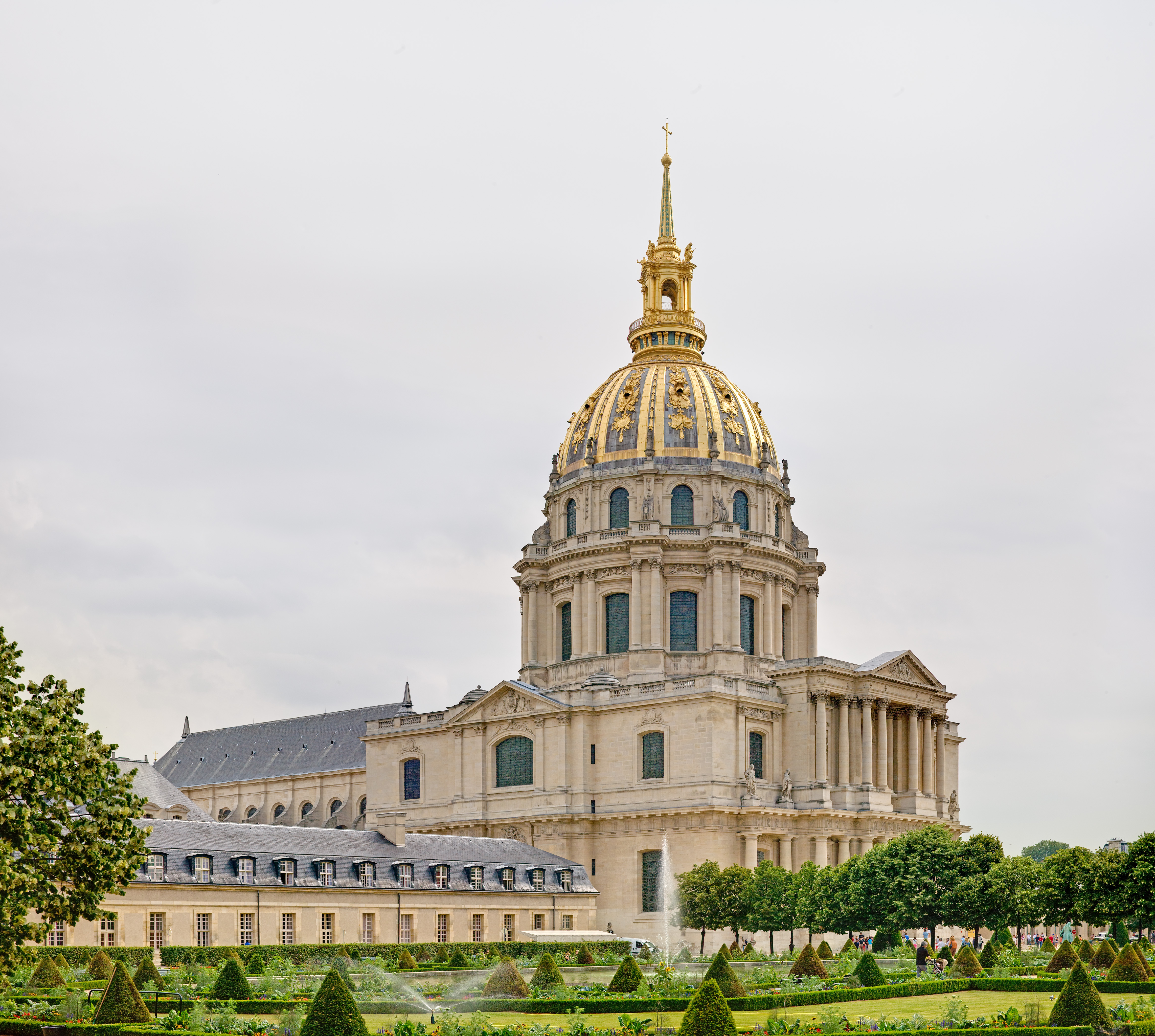
Дом инвалидов в Париже — больница и дом престарелых для французских ветеранов войны

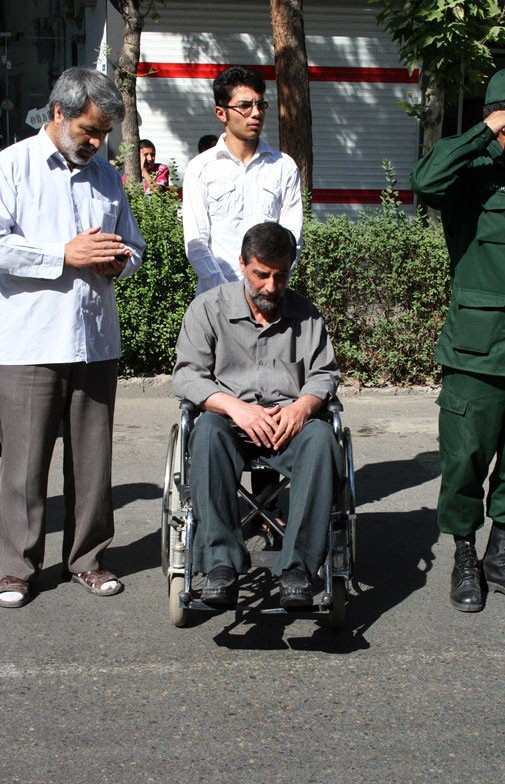
Иранский ветеран на инвалидной коляске, раненый в ирано-иракской войне, в Нишапуре на похоронах своего товарища

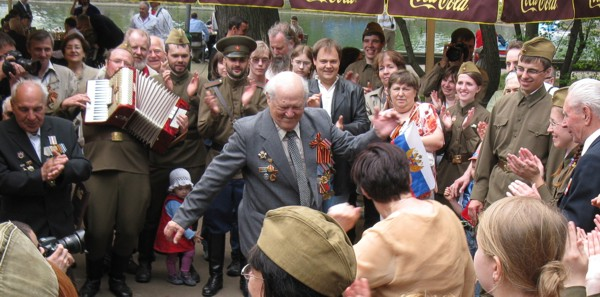
Российский ветеран Второй мировой войны танцует в честь Дня Победы в Парке Горького, Москва

В античном Риме название veteranus давалось всем воинам, выслужившим право на отставку. Ветеранами назывались солдаты (наёмники), которые отслужили срок военной службы минимум в 16 и 20 лет и были уволены или оставались при войске, в другом источнике указано что Ветеран (старослужащий), во времена империи, это название воинов-старослужащих, ещё не уволенных в отставку, и призываемых на службу лишь для обороны Рима от внешних врагов.
В то время, как в республиканском Риме в военное время образовалась гражданская армия (ополчение), которая после войны сразу же распускалась, во втором и первом веке до нашей эры римляне постепенно переходили к созданию постоянного войска и флота.
Военная реформа Мария в римском государстве ввела в состав армии и флота пролетариев (лат. proletarius civis), для обеспечения которых по окончании военной службы давалось денежное вознаграждение или земля. Так солдаты-профессионалы после выполнения контракта наделялись землёй (в Риме и его провинциях) или получали денежное вознаграждение, а также права римского гражданина и освобождались от повинностей.
Римский император Август установил предельный срок прохождения действительной военной службы для получения солдатами прав ветерана, так в пехоте срок составлял 20 лет, а в коннице — 10 лет. Получив права ветерана солдаты освобождались от всякого рода работ, были избавлены от телесных наказаний.
Воинское искусство ветеранских легионов Цезаря, так называемых «железных воинов», широко славилось.

### Австро-Венгрия
В Австро-Венгерских вооружённых силах, в австрийской армии, на конец XIX века название Ветеран присваивалось солдатам, прослужившим в строю 12 лет, и оно всегда присоединялось к чину, напр. Ветеран-фельдфебель и тому подобное.

### Ветераны в СССР
18 января 1974 года указом Президиума Верховного Совета СССР была учреждена медаль «Ветеран труда».
Медалью «Ветеран труда» награждались трудящиеся за долголетний добросовестный труд в народном хозяйстве, в области науки, культуры, народного образования, здравоохранения, в государственных учреждениях и общественных организациях, а также рабочие, колхозники и служащие в знак признания их трудовых заслуг по достижении трудового стажа, необходимого для назначения пенсии за выслугу лет или по старости.
Медаль носится на левой стороне груди и располагается после медали «За доблестный труд в Великой Отечественной войне 1941—1945 гг.»
Награждённые медалью, после выхода на пенсию, имели ряд социальных льгот.
В честь советских ветеранов Великой Отечественной войны назван астероид (2011) Ветерания, открытый 30 августа 1970 года Т. М. Смирновой в Научном, название было присвоено 1 сентября 1978 года (M. P. C. 4481).

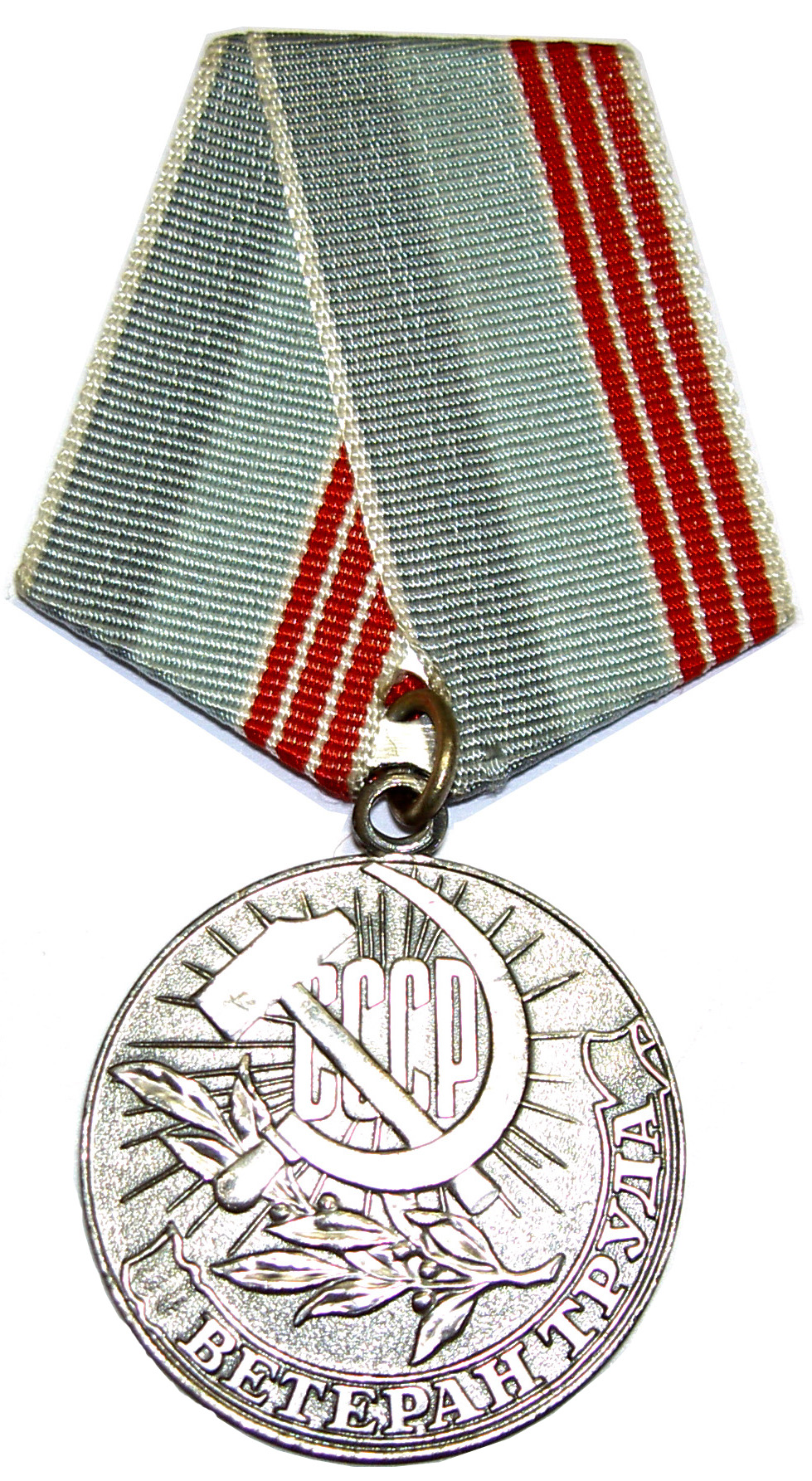
Медаль «Ветеран труда»
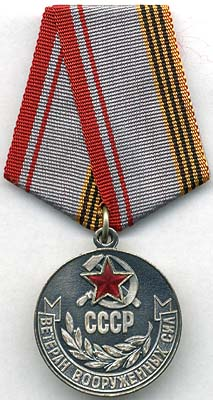
Медаль «Ветеран ВС СССР»

## Статус ветеранов в современном мире

### США
Правительство США выплачивает пенсии как самим ветеранам, так и детям погибших военнослужащих имевших данное звание (данные на начало 2013 года, выплаты в год).
- Ирак и Афганистан: 12 млрд долларов;
- Вьетнам: 22 млрд долларов[к 1];
- Корея: 2,8 млрд долларов;
- Вторая мировая война: 5 млрд долларов;
- Первая мировая война: пенсии получают 2289 человек;
- Война между США и Испанией 1898: 10 человек;
- Гражданская война: 2 человека.

## Комментарии
1. ↑  Выплаты ветеранам Вьетнамской войны в два раза превышают годовой бюджет ФБР.